# بطاقات عملية عاصفة الصحراء
بطاقات عملية عاصفة الصحراء هي بطاقات للمبادلة تحتوي على الناس والمعدات المستخدمة في حرب الخليج الثانية. نشرت هذه البطاقات في الولايات المتحدة من قبل مختلف الشركات وحجم البطاقات يختلف اختلافا كبيرا من شركة مصنعة إلى أخرى (مثل مجموعة من تسعة بطاقات نشرتها بطاقات كراون الرياضية ومجموعة 250 بطاقة نشرتها برو سيت). ادعي بأن البطاقات تعليمية وعائدات المبيعات ستعود بالفائدة على أبناء المحاربين في هذه الحرب وأنتجت في وقت كانت فيه صناعة بطاقات المبادلة في أوجها وتقوم بتوسيع النطاق إلى خارج الشخصيات الرياضية التقليدية.

## مجموعة توبس

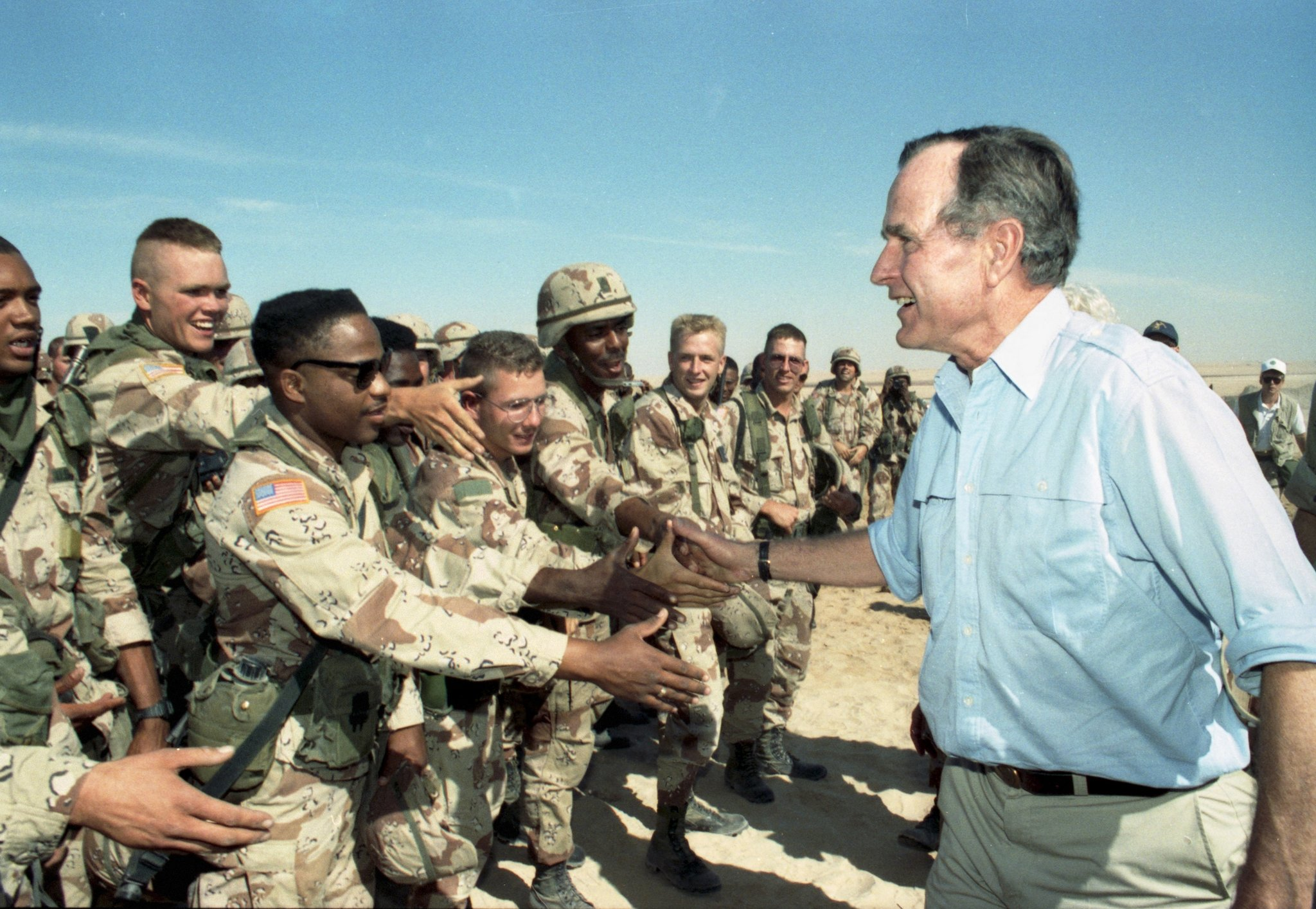
صورة جورج بوش الأب على البطاقة رقم 1 في مجموعة توبس.

تتكون مجموعة توبس من 88 بطاقة و22 ملصق ويتضمن صورا لأشخاص ومعدات من جميع أطراف النزاع. تم عرض صور نورمان شوارتسكوف وديك تشيني أو الأسلحة العسكرية أو المركبات. بوصفه القائد العام فقد وضعت صورة جورج بوش الأب على البطاقة الأولى في هذه السلسلة. بطاقات الأسلحة والمعدات تعطي وصفا لخصائص كل عنصر مع معلومات قدمتها مصادر من وزارة الدفاع الأمريكية وموردي السلاح. المجموعة التي تتكون من تسعة بطاقات وملصقات تبلغ تكلفتها 50 سنت. علقت توبس على السلسلة بأنها مفيدة و«ليست تافهة ولا انتهازية» والمنتج «لا يعظم الحرب». توبس أصرت على تقديم بطاقات للبالغين والأطفال بها معلومات تربوية بطريقة «غير مثيرة».
أصدرت توبس بطاقات عملية عاصفة الصحراء في ثلاث مجموعات:
- المجموعة الأولى: التحالف من أجل السلام.
- المجموعة الثانية: سلسلة النصر.
- السلسلة الثالثة: طبعة العودة للوطن.

## مجموعات أخرى
برو سيت دخلت المجال بعد توبس وزعموا أنهم ألهموا من تلقاء أنفسهم وقالوا لأنفسهم: «لماذا لا ننتج بطاقات لإبلاغ الأميركيين عن ما نقوم به هنا». نشرت مجموعة من 250 بطاقة (بما في ذلك زعماء أجانب وبلدان الشرق الأوسط) التي تباع في علب تحتوي على عشر بطاقات وتقرر أن يكون ريعه لصالح «الجمعيات الخيرية للأطفال من قدامى المحاربين في حرب عاصفة الصحراء» وفقا لرئيس الشركة. نشرت شركت باسيفيك لبطاقات المبادلة مجموعة تضم 110 بطاقة ونشرت تسعة رسوم كاريكاتورية ونشرتها باسم كروان لبطاقات المبادلة.

## الخلفية والشعبية

### الخلفية الاقتصادية والسياسية
كانت بطاقات عملية عاصفة الصحراء جزء من حركة أوسع في صناعة بطاقات المبادلة التي تتطلع إلى الابتعاد عن السوق المبالغ فيه وبدأت في طباعة بطاقات تضم «أبطال الكرتون والشخصيات التلفزيونية ونجوم موسيقى الروك وحتى القتلة».
وفقا لستيفن جيم دوبين فقد كانت مؤشرا على موجة من «حماسة وطنية» اجتاحت الولايات المتحدة في وقت عاصفة الصحراء. هذه البطاقات هي صور مميزة تجمع بين الاقتصاد والوطنية وقد لوحظت من قبل الكثير من الكتاب.

### الشعبية والعائدات
كانت بطاقات المبادلة شعبية للناس من غير جامعي البطاقات وكانت تباع بسرعة. باعت بعض المحلات جميع بضاعتها في غضون الساعة الأولى من وصولها للمحل ومحلات غيرها باعوها في غضون أسبوع. تعهد برو سيت بالتبرع (أيهما أعلى) إما مليون دولار أمريكي أو كامل عائدات البطاقات لأطفال قدامى المحاربين في حرب عاصفة الصحراء في حين قدمت توبس تبرعات غير محددة بما في ذلك منظمات خدمية أمريكية.
بسبب شعبيتها فإن كولن باول رئيس هيئة الأركان المشتركة الأمريكية من 1989 إلى 1993 قال أنه قضى جزءا كبيرا من وقته في التوقيع على البطاقات. بعد مرور عشر سنوات أعادت توبس الفكرة عن طريق طباعة مجموعة بطاقات مماثلة تتعلق بعملية الحرية الدائمة. يفترض أن البطاقة نورمان شوارتسكوف كانت مصدر إلهام لعنوان لألبوم فرقة بيستي بويز الموسيقية في عام 1992 بعنوان تحقق من رأسك.
في أحد مشاهد فيلم حديقة الدولة (2004) يظهر أندرو (زاك براف) يبحث عن إكمال مجموعة شبه كاملة من بطاقات المبادلة التابعة لصديقه مارك (بيتر سارسجارد) الذي يناقش معه لفترة وجيزة أهميتها.

## الانتقاد
تعرضت بطاقات التبادل إلى الهجوم لسببين على الأقل وهما الدقة والتأثير الثقافي. انتقدت المعلومات المذكورة على بعض بطاقات توبس بأنها غير صحيحة (مثل ذكر أن الحلف الأطلسي يتكون من 27 عضو بينما كان يضم 16 عضو في عام 1991) زائدة عن الحاجة (مثل قتال المشاة الأرضيين) واضحة بشكل صارخ (سفن النقل تحمل أوزان هائلة) أو ببساطة غير مفهومة (مثل بيان غامض المدى ودقة الصواريخ تختلف من بضعة أقدام إلى عدة مئات من الأميال).